# Friday the 13th: The Game
Friday the 13th: The Game — гра в жанрі Survival horror від третьої особи створена студією IllFonic та видана Gun Interactive. Гра була випущена 26 травня 2017 на Microsoft Windows, PlayStation 4 та Xbox One. 13 серпня 2019 гра була випущена на Nintendo Switch.

## Ігровий процес
Події гри відбуваються у 70-80 роки минулого століття, та розгортаються на локаціях з серії фільмів П'ятниця 13. У грі присутній однокористувацький сюжетний режим гри, та мультиплееєр, де може грати до 8 гравців, один з яких грає за головного антагоніста — Джейсона Вурхіза (англ. Jason Voorhees). Задача гравців згрупуватися та вбити Джейсона, або викликати поліцію та поремонтувати машину, або човен, та втекти з поселення. Джейсон володіє неймовірними можливостями, як, наприклад, швидкий телепорт, чудовий зір та слух. В грі існує декілька видів Джейсонів, і всі вони відрізняються по параметрах. Гравцям доступний вибір персонажів з однойменного фільму.

## Персонажі
У гравців є вибір персонажів вожатих, таких як: Ванесса Джонс, Дебора Кім, Тіфані Кокс, Кенні Рідел, Адам Паломіно, А.Ж Масон, Брандон Вілсон, Чад Кенсінгтон, Ерік Лачхаппа, Джині Маєрс, Мітч Флод, Фокс, Шелдон Фінкелстейн, Вікторія Стерлінг та звичайно Томмі Джарвіс.
Також вибір Джейсонів : З 2 по 9 частину, Джейсон Савіні, Джейсон Убер, Ретро Джейсон, та Джейсон X.

## Розробка
Спочатку гра називалася Slasher Vol. 1: Summer Camp, та ігровий процес трохи відрізнявся від сучасного. Розробники гри провели декілька зустрічей з Шоном Каннінгеном, головним продюсером фільму, та успішно купили права на сучасну назву. Гра збирала кошти на розробку гри на сайті Kickstarter, де змогла назбирати більш як 1,1 мільйона доларів.
Гра була випущена 26 травня 2017 року на Microsoft Windows, PlayStation 4 та Xbox One.
11 червня 2018 розробники повідомили про припинення подальшої розробки гри, через судові процеси між Шоном Канінгеном та Віктором Міллером через права на франшизу П'ятниця 13.
Розробники також повідомили що вони не припинять підтримку серверів гри та усунення багів. Було повідомлено також, що після закінчення судових процесів, подальша розробка гри не продовжуватиметься.
У вересні 2018 судові процеси закінчилися, на користь Міллера, йому вдалося відсудити права на Джейсона з 1 частини фільму, та на Памелу Вурхіз, маму Джейсона.
Гра була випущена 13 серпня 2019 року на Nintendo Switch.